# Космос-930
Космос-930 је један од преко 2400 совјетских вјештачких сателита лансираних у оквиру програма Космос.
Космос-930 је лансиран са космодрома Плесецк, СССР, 19. јула 1977. Ракета-носач Р-14 Чусоваја (рус. Чусовая) (8К65, НАТО ознака SS-5 Skean) са додатим степеном је поставила сателит у орбиту око планете Земље. 